# NGC 1192
NGC 1192 is een elliptisch sterrenstelsel in het sterrenbeeld Eridanus. Het hemelobject werd in 1886 ontdekt door de Amerikaanse astronoom Francis Preserved Leavenworth.

## Synoniemen
- PGC 11519
- MCG -3-8-65
- HCG 22E
- NPM1G -15.0165